# Marowijne Art Park
Het Marowijne Art Park is een kunstpark bij het dorpje Ovia Olo in de buurt van Moengo in het noordoosten van Suriname. Het park werd in 2011 opgezet door de stichting Kibii die achter meerdere culturele projecten in Marowijne staat.
In het park staan kunstwerken van internationale kunstenaars langs een route opgesteld die deel hebben uitgemaakt van het artist in residence-programma van de Tembe Art Studio in Moengo. Tijdens hun verblijf gaven ze workshops aan lokale jongeren en lieten ze een kunstwerk achter voor het park. Daarnaast zijn er kunstwerken te zien van Marcel Pinas. De kunst in het park is geïnspireerd op de lokale Aukaanse cultuur of op ontwikkelingen in de regio.